# Swizz Beatz Presents G.H.E.T.T.O. Stories
Albums de Swizz Beatz
One Man Band Man
(2007)
Singles
1. Guilty
Sortie : 27 avril 2002
2. Bigger Business
Sortie : 14 décembre 2002

Swizz Beatz Presents G.H.E.T.T.O. Stories est une compilation de Swizz Beatz, sortie le 10 décembre 2002.
L'album se classe 10e au Top R&B/Hip-Hop Albums et 50e au Billboard 200.

## Liste des titres
| No  | Titre                                                                                      | Contient un (des) sample(s) de           | Durée |
| --- | ------------------------------------------------------------------------------------------ | ---------------------------------------- | ----- |
| 1.  | The Start (Intro)                                                                          |                                          | 1:47  |
| 2.  | Ghetto Stories                                                                             |                                          | 3:38  |
| 3.  | Big Business (featuring Jadakiss et Ron Isley)                                             |                                          | 4:34  |
| 4.  | Turn It Up (Interlude)                                                                     |                                          | 1:45  |
| 5.  | Endalay (featuring Busta Rhymes)                                                           |                                          | 4:58  |
| 6.  | S.H.Y.N.E. (featuring Shyne et Mashonda)                                                   |                                          | 4:31  |
| 7.  | Ghetto Love (featuring Mashonda et LL Cool J)                                              |                                          | 5:06  |
| 8.  | Alien (Skit)                                                                               | Sunny Monday de Booker T. and the M.G.'s | 2:13  |
| 9.  | Good Times (featuring Styles P)                                                            |                                          | 4:25  |
| 10. | Gone Delirious (featuring Lil' Kim)                                                        |                                          | 4:28  |
| 11. | N.O.R.E. (featuring N.O.R.E.)                                                              |                                          | 4:18  |
| 12. | Let Me See Ya Do Your Thing (featuring Birdman et Yung Wun)                                |                                          | 4:23  |
| 13. | Island Spice (featuring Eve)                                                               |                                          | 4:27  |
| 14. | Guilty (featuring Bounty Killer)                                                           | Just Cause I'm Guilty de Hot             | 4:42  |
| 15. | Salute Me (Remix) (featuring Nas, Fat Joe et Cassidy)                                      | Top Billin' d'Audio Two                  | 3:58  |
| 16. | We Did It Again (featuring Metallica et Ja Rule)                                           |                                          | 4:44  |
| 17. | Bigger Business (featuring Jadakiss, Ron Isley, Diddy, Birdman, Snoop Dogg, Cassidy et TQ) |                                          | 3:57  |